# También es rock
También es Rock es el primer EP del cantante mexicano Luis Miguel. Fue grabado a finales de 1983 y editado por EMI Music en 1984, pero no está considerado en la cronología de su discografía, ya que fue editado como disco recopilatorio, porque las canciones grabadas son covers de grandes éxitos del Rock & Roll norteamericano. Casi todas ellas son de Elvis Presley.

## Lista de canciones
1. Negro Es Negro (Black Is Black), Rey Criollo (King Creole), Muévanse Todos (Twist And Shout), El Rock De La Cárcel (Jailhouse Rock)
2. Nena No Me Importa (Baby I Dont Care), Tratame Bien (Treat Me Nice), Ahora O Nunca (Its Now Or Never)
3. Aviéntese Todos (C'mon Everybody), Pólvora (Dynamite), Popotitos (Boney Moronie), Presumida (High Class Baby)
4. Perro Callejero (Hound Dog), No Seas Cruel (Don't be Cruel), Osito Teddy (Teddy Bear), Estremécete (All Shook Up)
5. Chica Alborotada (Talahassee Lassie), Confidente De Secundaria (High School Confidential), Buen Rock Esta Noche (Good Rockin Tonight)
6. Susy Q (Susie Q), Memphis (Memphis Tennessee), Música De Rock And Roll (Rock And Roll Music)
7. Al Compás Del Reloj (Were Gonna), Rip It Up, La Marcha De Los Santos (The Saints Rock And Roll), Nos Vemos Cocodrillo (See You Later Alligator), Lucila (Lucille)